# Peter Walker
Peter Edward Walker, baron Walker of Worcester, MBE (ur. 25 marca 1932, zm. 23 czerwca 2010 w Worcester), brytyjski polityk, członek Partii Konserwatywnej, minister w rządach Edwarda Heatha i Margaret Thatcher, założyciel Tory Reform Group.

## Kariera
Walker pochodził z hrabstwa Worcestershire. Wykształcenie odebrał w Latymer Upper School. W wieku 14 lat został przewodniczącym lokalnej gałęzi Młodych Konserwatystów. W 1961 r. został wybrany do Izby Gmin w wyborach uzupełniających w okręgu Worcester. W 1965 r. został członkiem gabinetu cieni Edwarda Heatha. Po zwycięstwie konserwatystów w wyborach 1970 r. został wpierw ministrem ds. budownictwa i samorządu lokalnego, a następnie ministrem środowiska. W 1972 r. został ministrem handlu i przemysłu. Po wyborczej porażce konserwatystów w wyborach 1974 r. Edward Heath odszedł ze stanowiska lidera partii (1975 r.). Zastąpiła go Margaret Thatcher. Walker zrezygnował wówczas z zasiadania w gabinecie cieni w geście sprzeciwu wobec socjalnej i ekonomicznej polityki pani Thatcher.
Pomimo takiej postawy, kiedy Partia Konserwatywna w 1979 r. doszła do władzy, Walker przyjął zaoferowane mu przez panią premier stanowisko ministra rolnictwa, rybołówstwa i żywności. W latach 1983–1987 był ministrem energii. W latach 1987–1990 był ministrem ds. Walii. Zrezygnował w 1990 r., na krótko przed rezygnacją Margaret Thatcher. W 1992 r. zrezygnował z ubiegania się o reelekcję. Został mianowany parem dożywotnim jako baron Walker of Worcester i zasiadał w Izbie Lordów.